# Подольский, Сергей Иванович
Сергей Иванович Подольский (1888—1946) — участник Белого движения на Юге России, ротмистр 1-го кавалерийского полка.

## Биография
С началом Первой мировой войны был призван из запаса в 10-й драгунский Новгородский полк. Произведён из вахмистров в прапорщики главнокомандующим армиями Юго-Западного фронта 17 января 1915 года «за отличия в делах против неприятеля» (производство утверждено Высочайшим приказом от 7 апреля 1916). Из наград имел орден Св. Станислава 3-й степени с мечами и бантом. Произведён в корнеты 9 мая 1916 года, в поручики — 8 февраля 1917 года.
В Гражданскую войну участвовал в Белом движении на Юге России, во ВСЮР и Русской армии — в 1-м кавалерийском полку до эвакуации Крыма, ротмистр. Награждён орденом Св. Николая Чудотворца
За то, что в бою 18 июня 1920 года у дер. Малая Каховка, он, благодаря исключительному мужеству и хладнокровию отбил со своим полуэскадроном повторные атаки красных, значительно превосходящих его в силах и поддержанные ураганным огнём артиллерии и многочисленными пулемётами. Не взирая на несколько попыток противника овладеть позицией, продолжая удерживать её с горстью людей в течение полусуток, не получая ни откуда подкреплений.
В эмиграции в Югославии. Подполковник, окончил курсы Генерального штаба в Белграде. В годы Второй мировой войны служил в Русском корпусе, с 18 мая 1942 года был командиром роты управления 4-го полка (в чине гауптмана). Умер в 1946 году в Зальцбурге.

## Награды
- Орден Святого Станислава 3-й ст. с мечами и бантом (ВП 25.06.1916)
- Орден Святителя Николая Чудотворца (Приказ Главнокомандующего № 3705, 7 октября 1920)